# Sensenschmiede Steinhub
Die Steinhub, auch Stainhub, Untere Stainhub oder Faschinghub ist ein teilweise denkmalgeschütztes Ensemble der Industriekultur in Micheldorf in Oberösterreich im Bezirk Kirchdorf. Das Sensenwerk wurde vor 1588 errichtet, war über 350 Jahre im Besitz der Familie Stainhuber und wurde 1966 stillgelegt.

## Lage
Die Steinhub liegt am Oberlauf der Krems in der Katastralgemeinde Mittermicheldorf zwischen den ehemaligen Sensenschmieden am Aigen (Melcherl) und am Gries (Gradn). Gemeinsam mit diesen bildete sie ab dem 19. Jahrhundert das Sensenwerk Zeitlinger.

## Geschichte

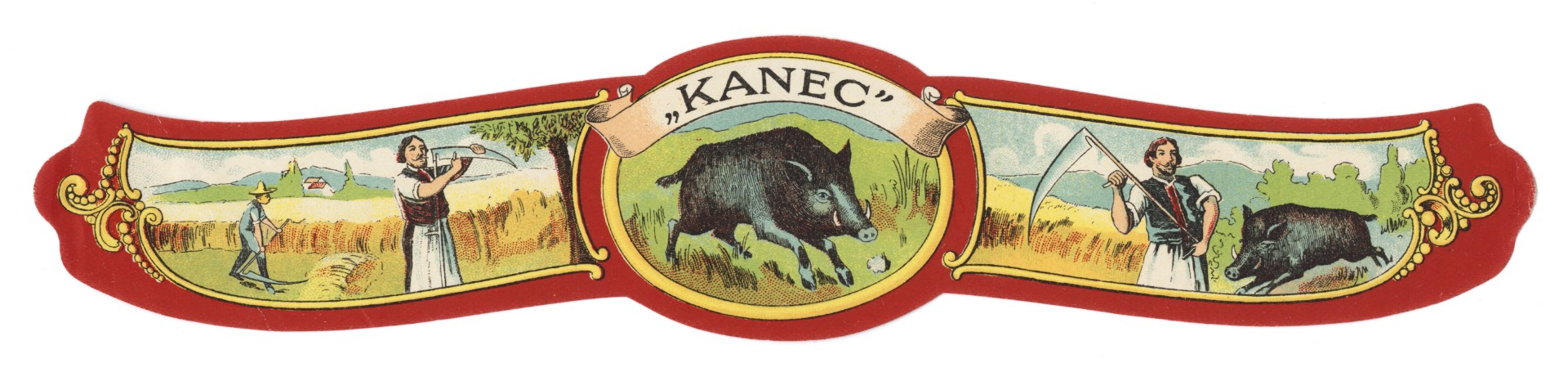
Aufkleber mit Eber (tschechisch „kanec“)

Als erster Meister auf dieser Werkstatt wird 1587 ein Hans Holzinger erwähnt. Ihm folgten 1588 Christoph und Barbara Stainhuber. Die Schmiede blieb über 350 Jahre lang im Besitz ihrer Familie. Während der gesamten Zeit wurde immer das gleiche Zeichen „Werkmesser“ (Quermesser) geschlagen, ein Werkzeug der Lederer. Nachkomme Paul Stainhuber verkaufte den Besitz schließlich 1824 an seine Nachbarn Carl und Theresia Stainhuber vom Gradnwerk, welche die Steinhub 1826 an ihre Tochter Theresia und deren Ehemann Michl Moser übergaben. Diese tauschten die Steinhub 1830 mit dem Sensenwerk Grünau im Graben in Klaus des Caspar Zeitlinger, der seinerseits mit einer Tochter Carl Stainhubers verheiratet war. Da Michl Moser das alte Zeichen „Werkmesser“ in Klaus weiterverwendete, ließ sich Caspar Zeitlinger ein neues Zeichen „Wildschwein“ protokollieren, das auf die Gründungslegende der damaligen Grundherrschaft Kremsmünster anspielt und heute noch am Steinhuberhammer zu sehen ist.

## Bauwerke
Das Ensemble bestand aus zahlreichen Bauwerken, von denen ein wesentlicher Teil noch heute erhalten ist.

### Steinhuberhammer

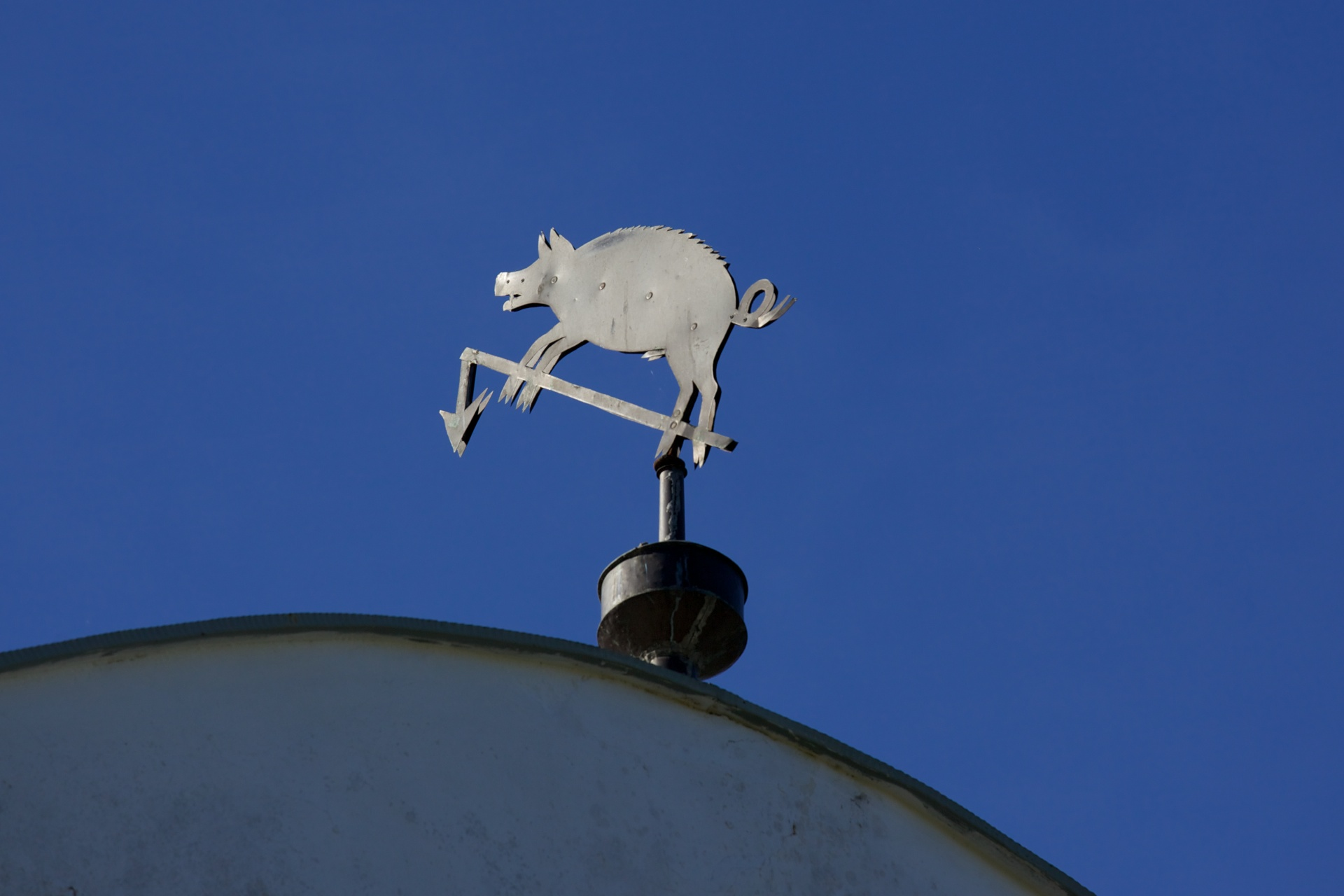
Wildschwein

Ehemaliges Hammergebäude der Sensenschmiede „Untere Stainhub“, 1831 unter Einbeziehung älterer Substanz adaptiert und erweitert. Vereinheitlichend gestaltete Rundgiebel mit Figurennischen und Doppeladlern, bekrönt vom Hammerzeichen „Wildschwein“. Tafel bez. „Durch Caspar Zeitlinger und Josepha Zeitlinger im Jahre 1831 erbaut worden“. Um 1900 angebautes, original erhaltenes Turbinenhaus mit Voith-Turbine, dem ältesten Modell dieser Type in der Region. Der Steinhuberhammer steht unter Denkmalschutz.

### Steinhub (Herrenhaus)
Das Herrenhaus, die eigentliche Steinhub, ist auf einer ovalen Tafel über der Eingangstür datiert „Durch Caspar Zeitlinger und Josepha Zeitlinger im Jahre 1837 erbaut worden“. Der eingeschoßige Vierkanthof wurde als Wohn- und Wirtschaftsgebäude genutzt. 

### Steinhuberhäusl
Das Steinhuberhäusl (auch Kärntnerhäusl oder Köhlerhäusl), zwischen Hammer und Herrenhaus gelegen, besaß als eines der letzten ursprünglich erhaltenen Beispiele eines „Sengsschmiedhäusls“ besonderen Zeugniswert. 2017 wurde es abgebrochen und durch einen Neubau ersetzt.

### Stadel
Außerdem ist einer von ursprünglich mehreren Stadeln erhalten. Über einem Tor sind die geschnitzten Initialen „M M“ (Michl Moser) und das alte Zeichen „Werkmesser“ zu sehen. Die Kämpferstücke tragen die geschnitzte Jahreszahl „18“ „41“. Der Stadel stellt mit seinen schön gearbeiteten Details eine bemerkenswerte Zimmermannsarbeit des 19. Jahrhunderts dar.